# بسام الحسوني
بسام الحسوني ممثل ومدبلج سوري.

## عن حياته
شارك في العديد من الأعمال التلفزيونية والمسرحية بالإضافة إلى أعماله في دوبلاج الرسوم المتحركة بالتعاون مع مركز الزهرة.

## من أعماله
الأغاني
- سلام دانك.
- مغامرات سلفستر وتويتي.
- المقاتل النبيل.
- تاما والأصدقاء.

وغيرها كما شارك في الإعداد

## وصلات خارجية
- بسام الحسوني على موقع قاعدة بيانات الأفلام العربية